# Amphenol
Amphenol Corporation (англ. Amphenol) — американская компания, крупнейший производитель электрических и оптоволоконных соединителей, кабелей и соединительных систем, таких как коаксиальные кабели. Название Amphenol получено слиянием слов из первоначального названия American Phenolic Corporation (рус. Американская фенольная корпорация).

## История
Amphenol основана в Чикаго в 1932 году предпринимателем Артуром Шмиттом (англ. Arthur Schmitt), сначала Amphenol производила розетки для радиоламп. Amphenol расширилась в течение Второй мировой войны, когда компания производила соединители для военной аппаратуры. С 1967 по 1982 годы Amphenol была частью Bunker Ramo Corporation (англ.).
Доходы Amphenol в 2010 году составили 3,55 миллиарда долларов США. Компания продаёт свои продукты на рынках электроники, военно-космических, промышленных, автомобильных, информационных технологий, мобильной связи, беспроводной аппаратуры, профессионального звука. Обслуживание происходит белее чем в 60 местах по всему миру. Компания включена в базу расчёта индекса S&P Midcap 400.
Главный офис компании находится в городе Уоллингфорд (англ., Коннектикут, США). Крупнейшее подразделение Amphenol — Amphenol Aerospace (ранее — Bendix Corporation) в Сиднее, Нью-Йорке. Инженеры компании изобрели широко используемый коаксиальный соединитель байонетного сочленения (BNC сокр. от англ. Bayonet Neill-Concelman, рус. байонет Нейла-Конселмана).
Amphenol Cables on Demand — другое подразделение Amphenol, начало работать в декабре 2006 года, специализируется на продаже и распространении стандартных кабелей через интернет-магазин. Они продают более 2500 аудио-, видео-, компьютерных, и сетевых кабелей. Офисы находятся в Нью-Йорке, Калифорнии, Флориде и Китае.
Дочерние предприятия и представительства компании находятся в 35 странах.
С 2015 года Amphenol входит в список крупнейших компаний по версии журнала «Fortune»